# Parapheromia lichenaria
Parapheromia lichenaria là một loài bướm đêm trong họ Geometridae.